# Mihály Károly
Mihály Károly (Teremiújfalu, 1910. április 21. – Kolozsvár, 1975. november 12.) erdélyi magyar református lelkész, költő.

## Életútja
A nagyenyedi Bethlen Gábor Kollégium növendékeként Balázsfalván érettségizett (1929), a kolozsvári Református Teológián lelkészi képesítést szerzett (1933). Lelkész Bánffyhunyadon, Széken, Középlakon, Szamosfalván (1932-73). Néma harangok c. verseskönyve (Torda, 1928) saját kiadásában jelent meg.